# EQ Пегаса
EQ Пегаса (EQ Pegasi, сокращ. EQ Peg) — кратная звезда северного полушария в созвездии Пегас. Звезда имеет видимую звёздную величину +10,165m, звезда не видна невооружённым глазом.
Из измерений параллакса, полученных во время миссии Hipparcos известно, что звёзды удалены примерно на 20,16 св. лет (6,18 пк) от Солнца. Звезды наблюдается южнее 78° ю. ш., то есть видна практически на всей территории обитаемой Земли, за исключением приполярных областей Антарктиды. Лучшее время для наблюдения — сентябрь.
Звезда EQ Пегаса движется довольно быстро относительно Солнца: её радиальная гелиоцентрическая скорость равна 14,8 км/с, что на 48 % больше скорости местных звёзд Галактического диска, а также это значит, что звезда удаляется от Солнца. Звезда EQ Пегаса приближалась к Солнцу на расстояние 20,0 св. лет 35 000 лет назад, когда EQ Пегаса увеличивала свою яркость на 0,015m до величины 10,15m. По небосводу звезда движется на юго-восток, проходя по небесной сфере 0.58 угловых секунд в год.
Средняя пространственные скорости EQ Пегаса имеет следующие компоненты (U, V, W) =(-13.5, −5.6, −6.7), что означает U=−13,5 км/с (движется от галактического центра), V=−5,6 км/с (движется против направления галактического вращения) и W=−6,7 км/с (движется в направлении южного галактического полюса).

## Имя звезды
EQ Пегаса (латинизированный вариант лат. EQ Pegasi) является обозначением характерным для переменных звёзд.
Обозначения компонентов как EQ Пегаса AB, AC и AD вытекают из конвенции, используемой Вашингтонским каталогом визуально-двойных звёзд (WDS) для звёздных систем, и принятого Международным астрономическим союзом (МАС).

## Свойства кратной системы EQ Пегаса
EQ Пегаса AB — это широкая пара двойных звёзд, в которой компоненты отдалены друг от друга на расстояние в 35,9 а.е. и вращаются друг вокруг друга с периодом 359 лет. У орбиты не очень большой, но заметный эксцентриситет, который равен 0,2, и как результат звезды то сближаются на расстояние 28,7 а.е., то есть на расстоянии, чуть меньшем на котором в Солнечной системе находится Нептун, чья большая полуось равна 30,1 а.е., то удаляются на расстояние 42,7 а.е., то есть на расстоянии, чуть большем на котором в Солнечной системе находится Плутон, чья большая полуось равна 39,5 а.е. Наклонение в системе довольно велико и составляет 123,5 °, то есть EQ Пегаса B вращается по ретроградной орбите, как это видится с Земли. Эпоха периастра, то есть год, когда звёзды сближались на минимальное расстояние — 2008 год.
Если мы будем смотреть со стороны EQ Пегаса A на EQ Пегаса B, то мы увидим красную звездочку, которая светит с яркостью −10.15m, то есть с яркостью 0,09 лун в полнолуние (в среднем, в зависимости от положения звезды на орбите). Причём угловой размер звезды будет — 0,004°, что составляет 0,8 % углового размера нашего Солнца. Если же мы будем смотреть со стороны EQ Пегаса B на EQ Пегаса A, то мы увидим красную звезду, которая светит с яркостью −12.36m, то есть с яркостью 0,71 лун в полнолуние (в среднем, в зависимости от положения звезды на орбите). Причём угловой размер звезды будет — 0,005°, что составляет 1,0 % углового размера нашего Солнца. Более точные параметры звёзд приведены в таблице:
| | В периастре (30,1 а.е.) | В периастре (30,1 а.е.) | В периастре (30,1 а.е.)        | В периастре (30,1 а.е.) | В апоастре (42,7 а.е.) | В апоастре (42,7 а.е.) | В апоастре (42,7 а.е.)         | В апоастре (42,7 а.е.) |
| m | L☾                      | D°                      | {\displaystyle D_{\bigodot }}% | m                       | L☾                     | D°                     | {\displaystyle D_{\bigodot }}% |                        |
| --- | ----------------------- | ----------------------- | ------------------------------ | ----------------------- | ---------------------- | ---------------------- | ------------------------------ | ---------------------- |
| B→A | -12,74                  | 1,0                     | ~0,006°                        | 1.27 %                  | -11,98                 | 0,5                    | ~0,004°                        | 0.90 %                 |
| A→B | -10,54                  | 0.13                    | ~0,004°                        | 0.95 %                  | -9,78                  | 0,07                   | ~0,003°                        | 0.67 %                 |
| - m — видимая звёздная величина; - L☾ — светимость, выраженная в светимостях Луны в полнолуние; - D° — угловой диаметр звезды выраженный в градусах (угловой диаметр Солнца — 0,5°); - {\displaystyle D_{\bigodot }}% — диаметр звезды выраженный в процентах от диаметра Солнца; |                         |                         |                                |                         |                        |                        |                                |                        |

Возраст звёзд определён как 950 млн. лет, также известно, что звёзды с массой 0,36 {\displaystyle M_{\bigodot }} живут на главной последовательности порядка 175 млрд. лет, а звёзды с массой 0,19 {\displaystyle M_{\bigodot }} живут на главной последовательности гораздо дольше — порядка 1,05 трлн. лет. Таким обозом, обе звезды EQ Пегаса ещё очень нескоро станут красными гигантами, а затем, сбросив внешние оболочки, станут белыми карликами.

### Свойства EQ Пегаса A
EQ Пегаса A — судя по её спектральному классу M4Ve звезда принадлежит к спектральному классу M4 c эмиссионными линиями. Таким образом водород в ядре звезды является ядерным «топливом», то есть звезда находится на главной последовательности. Масса звезды равна 0,36 {\displaystyle M_{\bigodot }}. Звезда излучает энергию со своей внешней атмосферы при эффективной температуре около 3585 К, что придаёт ей характерный красный цвет.
Для подобных звёзд характерен радиус равный 0,36 {\displaystyle R_{\bigodot }}. Светимость звезды равна 0,019 {\displaystyle L_{\bigodot }}. Для того, чтобы планета, аналогичная нашей Земле, получала бы примерно столько же энергии, сколько она получает от Солнца, её надо было бы поместить на расстоянии 0,14 а.е., то есть в точку на 64 % ближе чем Меркурий располагается к Солнцу. Причём с такого расстояния EQ Пегаса A выглядела бы в 2,7 раза больше нашего Солнца, каким мы его видим с Земли — 1,37° (угловой диаметр нашего Солнца — 0,5°).
Звезда EQ Пегаса A слегка переменная: во время наблюдений яркость звезды немного меняется, колеблясь вокруг значения 10,38m, без какой-либо периодичности (скорее всего у звезды или звёзд несколько периодов), тип переменной определён как вспыхивающая звезда.

### Свойства EQ Пегаса B
Вторичный компонент EQ Пегаса B — судя по её спектральному классу M6Ve звезда принадлежит к спектральному классу M6 c эмиссионными линиями. Таким образом водород в ядре звезды является ядерным «топливом», то есть звезда находится на главной последовательности. Масса звезды равна 0,19 {\displaystyle M_{\bigodot }}. Звезда излучает энергию со своей внешней атмосферы при эффективной температуре около 3309 К, что придаёт ей характерный красный цвет.
Для подобных звёзд характерен радиус равный 0,27 {\displaystyle R_{\bigodot }}. Светимость звезды равна 0,008 {\displaystyle L_{\bigodot }}. Для того, чтобы планета, аналогичная нашей Земле, получала бы примерно столько же энергии, сколько она получает от Солнца, её надо было бы поместить на расстоянии 0,09 а.е., то есть в точку на 77 % ближе чем Меркурий располагается к Солнцу. Причём с такого расстояния EQ Пегаса B выглядела бы в 3,2 раза больше нашего Солнца, каким мы его видим с Земли — 1,60° (угловой диаметр нашего Солнца — 0,5°).
Звезда EQ Пегаса B слегка переменная: во время наблюдений яркость звезды немного меняется, колеблясь вокруг значения 12,58m, без какой-либо периодичности (скорее всего у звезды или звёзд несколько периодов), тип переменной определён как вспыхивающая звезда.

## История изучения кратности звезды
В 1941 году EQ Пегаса была впервые замечена как двойная звезда Карлом А. Виртаненом, который в ходе систематического обзора фотопластинок красных карликов в обсерватории Маккормика обнаружил спутник примерно на две величины слабее находящаяся на угловом расстоянии 3,5 секунд дуги то есть им был открыт компонент AB и звёзды вошли в каталоги как WIR 1. Оба компонента также должны быть спектрально-двойными системами со слабыми спутниками, которые не были обнаружены на орбитах в течение многих лет до сегодняшнего (2020 год) времени. В 1953 году американский астроном П. Лампенс (англ. Lampens, P) обнаружил компоненты AС и AD и звёзды вошли в каталоги как LMP 24.
Согласно Вашингтонскому каталогу визуально-двойных звёзд, параметры этих компонентов приведены в таблице:
| Компонент | Год  | Количество измерений | Позиционный угол | Угловое расстояние | Видимая звёздная величина компонента I | Видимая звёздная величина компонента II |
| AB        | 1941 | 72                   | 183°             | 3.5″               | 10.52m                                 | 12.40m                                  |
| AB        | 2017 | 72                   | 76°              | 5.4″               | 10.52m                                 | 12.40m                                  |
| AC        | 1953 | 14                   | 60°              | 49.0″              | 10.52m                                 | 12.33m                                  |
| AC        | 2017 | 14                   | 16°              | 30.4″              | 10.52m                                 | 12.33m                                  |
| AD        | 1953 | 12                   | 35°              | 38.5″              | 10.52m                                 | 13.62m                                  |
| AD        | 2015 | 12                   | 342°             | 36.8″              | 10.52m                                 | 13.62m                                  |

Обобщая все сведения о звезде, можно сказать, что у звезды EQ Пегаса, есть, как минимум, один спутник:
- компонент B, звезда 12-й величины, находящаяся на угловом расстоянии 5,4 секунд дуги. Звезда за последние примерно 80 лет сохраняет небольшое угловом расстоянии, вращаясь по эллиптической орбите;
- компонент C, звезда 12-й величины, находящаяся на угловом расстоянии 30,4 секунд дуги. У звезды известен каталожный номер TYC 1723-143-1[25] и параллакс, согласно которому звезда находится на расстоянии 2321 св. лет и, соответственно, в систему EQ Пегаса не входит;
- компонент D, звезда 14-й величины, находящаяся на угловом расстоянии 36,8 секунд дуги. У звезды известен каталожный номер GSC 01723-00061[26] и параллакс, согласно которому звезда находится на расстоянии 10 370 св. лет и, соответственно, в систему EQ Пегаса не входит.

## Звезда EQ Пегаса в культуре
В 1998 году телекоммуникационная компания BBC заявила о мистификации, связанной с якобы обнаруженными «инопланетными» сигналами, исходящими от звезды EQ Пегаса.

## Ближайшее окружение звезды
Следующие звёздные системы находятся на расстоянии в пределах 20 световых лет от звезды EQ Пегаса (включены только: самая близкая звезда, самые яркие (<6,5m) и примечательные звёзды). Их спектральные классы приведены на фоне цвета этих классов (эти цвета взяты из названий спектральных типов и не соответствуют наблюдаемым цветам звёзд):
| Звезда             | Спектральный класс | Расстояние, св. лет |
| Глизе 880          | M2.0V              | 3.96                |
| BR Рыб             | M2V                | 6.31                |
| EV Ящерицы         | M5e                | 9.16                |
| Звезда ван Маанена | DZ7                | 9.30                |
| HD 4628            | K2V                | 9.96                |
| GJ 1002            | M5,5V              | 10.15               |
| Глизе 829          | M3.0Ve             | 10.72               |
| Грумбридж 34       | M1.5nV             | 11.15               |
| Росс 248           | M5,5V              | 11.72               |
| Глизе 876          | M3.40              | 11.90               |
| TZ Овна            | M4,5VC             | 12.02               |
| 107 Рыб            | K1V                | 12.42               |
| Глизе 1005         | M3.5V              | 12.47               |
| 61 Лебедя          | K5 V/K7 V          | 13.08               |
| Крюгер 60          | M3nV               | 13.24               |
| Глизе 892          | K3V                | 13.38               |
| EZ Водолея         | M5 V/M/M           | 13.52               |
| Эта Кассиопеи      | G0 V/K7 V          | 13.78               |
| YZ Кита            | G3 V               | 14.44               |
| Звезда Тигардена   | M7,0V              | 15.11               |
| Тау Кита           | G8,5V              | 15.32               |
| Глизе 849          | M3,5V              | 15.59               |
| Мю Кассиопеи       | G5VIp/M5V          | 15.71               |
| V1581 Лебедя       | M5,5/M6/M5,5       | 16.13               |
| Лейтен 726-8       | M5,5/M6            | 16.32               |
| Альтаир            | A7 V               | 17.29               |
| 54 Рыб             | K0V/T7,5V          | 17.53               |
| HR 753             | K3V/M3.5Vn/M7V     | 17.56               |
| Глизе 1            | M1.5V              | 17.58               |
| Струве 2398        | M3V/M3,5V          | 18.51               |
| Глизе 809          | M2V                | 18.55               |
| Эпсилон Эридана    | K2V                | 18.78               |
| AX Микроскопа      | M2 Ve              | 19.33               |
| Фомальгаут         | A3 V               | 19.76               |
| Сигма Дракона      | K0V                | 19.96               |

Рядом со звездой, на расстоянии 20 световых лет, есть ещё порядка 5 красных, оранжевых карликов и жёлтых карликов спектрального класса G, K и M, а также 1 белый карлик которые в список не попали.